# A Christmas Adoption
A Christmas Adoption è un cortometraggio muto del 1907 diretto da Gilbert M. 'Broncho Billy' Anderson.

## Produzione
Il film fu prodotto dalla Essanay Film Manufacturing Company.

## Distribuzione
Il film - un cortometraggio in una bobina - fu distribuito nelle sale cinematografiche USA il 20 dicembre 1907.